# Stadion Tri Dharma
Stadion Tri Dharma – wielofunkcyjny stadion w mieście Gresik, w Indonezji. Obiekt może pomieścić 30 000 widzów. Swoje spotkania rozgrywają na nim piłkarze klubu Gresik United.